# Adamis Kálmán
Adamis Kálmán Pál (Nyitra, 1882. január 2. – Nyitra, 1967. július 13.) nyitrai ügyvéd, író. 

## Élete
Adamiss Pál megyei hivatalnok és Bedekovics Ilona fia. Szülővárosának katolikus gimnáziumában 1896-ban Marczibányi Lőrinc-féle segélyben részesült, majd 1903-ban érettségizett, a jogot 1904-ben Budapesten végezte, majd Kolozsvárott fejezte be. 1911-től díjtalan, 1912-től díjas joggyakornok lett, majd a szenicei ügyészségi megbízott helyettese lett. 1913-tól Nyitrán a királyi törvényszéken mint joggyakornok (jegyző), majd mint ügyészségi megbízott-helyettes, illetve ügyvéd helyezkedett el. 1921-ben nyitrai királyi járásbírósági titkárként nyugdíjazták. 1922-ben Budapesten is működött, de végleg Nyitrán maradt.
A két világháború között a nyitrai Katolikus Kör jegyzője, majd titkára volt.
1919-ben Nyitrán feleségül vette Ertl Jolanát.

## Művei
- 1913 Egy szép szőke asszony. Közérdek - Érmellék VI/19 (1913. május 10.)

Több cikke jelent meg a Nyitrai Lapokban, 1904-ben a Nyitravölgyi Lapban, 1916-ban a Nyitravármegyében, illetve a budapesti Babszem Jankónak is munkatársa volt.